# Carlos Sansores (politicus)
Carlos Sansores Pérez (Champotón, 25 december 1918 - Campeche, 21 december 2005) was een Mexicaans politicus en cacique.
Sansores was afkomstig uit de deelstaat Campeche op het schiereiland Yucatán en was aanvankelijk onderwijzer en begon zijn carrière in de onderwijspolitiek. Hij sloot zich aan bij de Institutioneel Revolutionaire Partij (PRI) waarvan hij voorzitter werd in Campeche en in 1964 in de Kamer van Senatoren werd gekozen. In 1967 werd hij gouverneur van zijn geboortestaat. Hij wist al snel alle macht naar zich toe te trekken en wist ook na zijn aftreden nog decennialang door een cliëntelistisch netwerk de politiek van de staat te controleren.
Sansores, bijgenaamd "el negro" (de zwarte), had grote groepen aanhangers, maar maakte ook veel vijanden. Onder die laatste groep viel de journalist Carlos Loret de Mola, die regelmatig over Sansores' wandaden berichtte. Als bondgenoten golden Víctor Cervera Pacheco en president Luis Echeverría. Wegens zijn vriendschap met Echeverría werd hij voorzitter van de Kamer van Afgevaardigden en in 1976 voorzitter van de PRI, maar moest na een conflict met minister van binnenlandse zaken Jesús Reyes Heroles het veld ruimen. Van 1979 tot 1980 was hij voorzitter van het Instituut voor Veiligheid en Sociale Diensten voor Werknemers in Overheidsdienst (ISSSTE).
Sansores dochter Layda Sansores werd in 1994 senator en stelde zich drie jaar later binnen de PRI kandidaat voor het gouverneurschap van Campeche. Toen die partij haar kandidatuur niet wilde ondersteunen stapte ze over naar de Partij van de Democratische Revolutie (PRD), en later naar Convergentie.
Hij overleed in 2005 aan een nieraandoening.
- Virtual International Authority File: 90806928
- WorldCat: E39PBJd3PcTBM6yC9kjXYBYHG3